# 高棉人民民族解放阵线
高棉人民民族解放阵线，一译高棉人民解放全国阵线，是柬越战争后柬埔寨的一个派系。1979年由前首相宋双成立，其骨干成员殿德、沙索沙康等人，多为原高棉共和国的人物。
这个派系支持共和制政体，以原高棉共和国国旗为旗帜。1982年，与波尔布特领导的红色高棉、诺罗敦·西哈努克领导的奉辛比克党组建民主柬埔寨联合政府，宋双担任政府总理，同越南扶植的柬埔寨人民共和国对抗。
1991年，高棉人民民族解放阵线与其他三方签订了《巴黎和平协定》，此后注册为自由民主佛教党并参加1993年大选。